# Хершайд
Хершайд (нем. Herscheid) — община в Германии, в земле Северный Рейн-Вестфалия.
Подчиняется административному округу Арнсберг. Входит в состав района Меркиш. Население составляет 7216 человек (на 31 декабря 2010 года). Занимает площадь 58,92 км².
| Год  | Население |
| ---- | --------- |
| 1995 | 7419      |
| 2000 | 7512      |
| 2005 | 7667      |
| 2010 | 7307      |